# 西分 (芸西村)
西分（にしぶん）は、高知県安芸郡芸西村の大字。郵便番号は781-5703（甲）、781-5704（乙）（いずれも安芸郵便局管区）。本項ではかつて同区域に存在した安芸郡西分村（にしぶんむら）についても記す。

## 地理
芸西村の南西端、土佐湾に面した区域にあたる。東で和食・馬ノ上、西で香南市夜須町手結山・夜須町千切・夜須町十ノ木・夜須町上夜須・夜須町夜須川に接する。海岸沿いを東西に国道55号および土佐くろしお鉄道阿佐線が通過し、西分駅が所在。西方から高知東部自動車道が芸西西インターチェンジで国道55号に接続する。

### 海洋
- 土佐湾

### 河川
- 和食川
- 長谷川

## 歴史
- 幕末 - 安芸郡西分村が存在。『旧高旧領取調帳』の記載によると高知藩領。
- 明治4年7月14日（1871年8月29日） - 廃藩置県により高知県の管轄となる。
- 1889年（明治22年）4月1日 - 町村制の施行により、近世以来の西分村が単独で自治体を形成。
- 1954年（昭和29年）7月20日 - 西分村が和食村・馬ノ上村と合併して芸西村が発足。同村の大字となる。

## 交通

### 鉄道路線
- 土佐くろしお鉄道
  - 阿佐線
    - 西分駅

1974年まで土佐電気鉄道安芸線の長谷寄駅・西分駅が所在した。

### バス
高知東部交通
- 安芸線
  - 県庁前・桟橋車庫 - はりまや橋 - 南国バイパス - JA高知病院 - 小篭通 - 後免町 - 野市龍河洞通 - 赤岡南町 - 夜須駅 - 手結 - 和食 - 安芸営業所 - ヤマト前 - 安芸駅

### 道路
- 国道55号
- 高知県道216号羽尾琴浜線
- 高知東部自動車道
  - 芸西西インターチェンジ

## 施設
- 長谷寄簡易郵便局
- メルキュール高知土佐リゾート＆スパ
- 長谷地蔵尊
- Kochi黒潮カントリークラブ
- 土佐カントリークラブ